# Nemoria degener
Nemoria degener är en fjärilsart som beskrevs av Louis Beethoven Prout 1916. Nemoria degener ingår i släktet Nemoria och familjen mätare. Inga underarter finns listade i Catalogue of Life.